# Gustave Lanson
Gustave Lanson (5 de agosto de 1857 - 15 de diciembre de 1934) fue un historiador y crítico literario francés. Enseñó en la Universidad de la Sorbona en Paris.

## Biografía

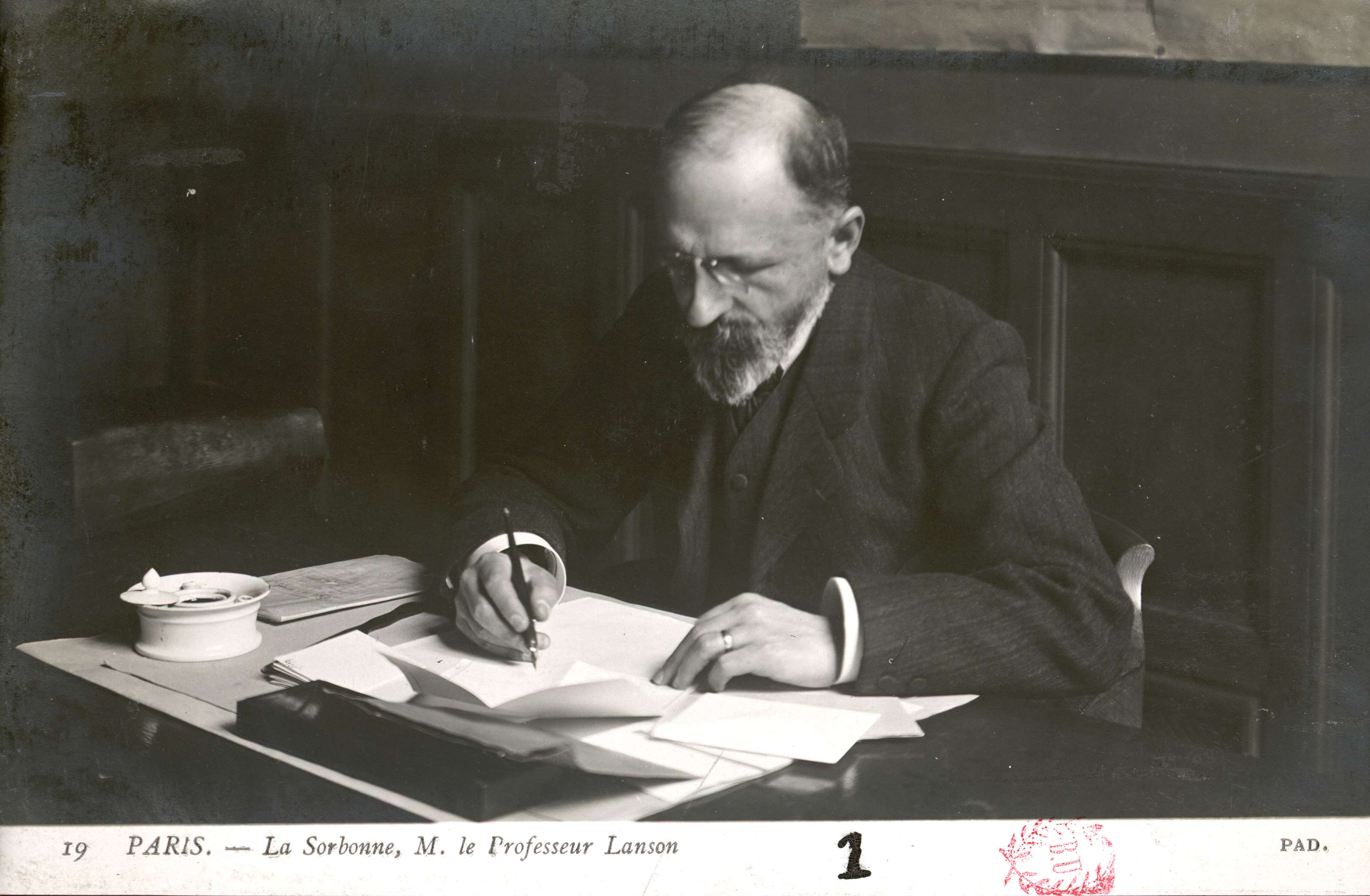
La Sorbona (universidad). El profesor Gustave Lanson (Bibliothèque de la Sorbonne, NuBIS)

Lanson fue una figura importante en la reforma del sistema universitario francés a comienzos del siglo XX, así como también una fuerza dominante en la crítica literaria francesa hasta mucho después de su muerte. Es conocido principalmente por sus escritos sobre historia de la literatura, particularmente sus intentos de fundir los estudios sobre literatura y cultura; en el área de la literatura expandió, y en parte puso en cuestión, la idea de la "raza, medio, y momento" tal como fue descrita por Hippolyte Taine. Contribuyó igualmente de manera importante al estudio de la pedagogía, argumentando la importancia pedagógica de la explication du texte, el precursor francés de la close reading. Entre sus obras breves se cuenta una biografía todavía válida del poeta francés Nicolas Boileau-Despreaux, publicada en 1892 como parte de la serie Les Grands Ecrivains Francais.
Lanson propuso la idea de la "sociología literaria", una formulación compleja de la relación entre influencias sociales sobre un autor, las expectativas de los lectores, y el texto. Para Lanson un texto no era ni un mero producto de fuerzas sociales colectivas ni una obra autónoma de un genio autónomo, sino algo a medio camino entre estas dos posibilidades. El texto era una obra compuesta sobre la que la sociedad ejercía influencias poderosas e invisibles pero que podía todavía escapar a estas influencias para presentar algo fuera de ellas: tal vez una esperanza o una fantasía de algo mejor. La naturaleza compuesta del modelo de Lanson le permitió imaginar un texto destinado a múltiples audiencias: los lectores inmediatos de la sociedad que lo producía, y otra audiencia ideal que podía ser parcialmente condicionada por el texto mismo.
En 1911 Lanson fue un profesor visitante en la Universidad de Columbia en Nueva York. En este período viajó a los Estados Unidos, visitando algunas universidades, y luego escribió acerca de sus experiencias. Lanson quedó muy impresionado por la importancia de la religión en las universidades americanas, aunque también comentó que la unidad inspirada por una religión compartida estaba siendo remplazada por un interés compartido en deportes universitarios, particularmente fútbol americano.
En 1919 se convirtió en director de la École Normale Supérieure; durante años fue el blanco de ataques satíricos por parte de Jean-Paul Sartre, y se enfadó seriamente con una caricatura satírica antimilitarista publicada por Sartre y Georges Canguilhem en 1927 en la revista de la universidad. En el mismo año fue llevado a resignar su posición después de una broma mediática de Sartre y sus compañeros.
La reputación de Lanson, particularmente en los Estados Unidos, declinó continuamente en los años posteriores a su muerte, alcanzando su punto más bajo en los 1950s y 1960s. En la era del New Criticism, con su interés en la exploración de la metáfora y la imagen y el distanciamiento del texto de las circunstancias en las que fue creado, Lanson fue visto como un pedante obsesionado con trivialidades históricas y biográficas y una filología rígida y poco literaria. En años recientes, sin embargo, en que los críticos han explorado posibles puntos en común entre métodos formales e históricos y con estudios más intensos y menos teleológicos sobre la historia de la crítica, ha crecido el interés en Lanson.

## Literatura
- Antoine Compagnon. La Troisième République des lettres, de Flaubert à Proust. Éditions du Seuil, Paris 1983, ISBN 2-02-006583-5
- Gustave Lanson. Études d'histoire littéraire. Réunies et publiées par ses collègues, ses élèves et ses amis. Champion, Paris 1929
- Gustave Lanson. 1857–1934. Discours prononcés le 26 mars 1958 à la Sorbonne par André François-Poncet, Jean Pommier et Pierre Clarac. Société des Amis de l'ecole Normale Supérieure, Paris 1958
- Mélanges offerts par ses amis et ses élèves, à M. Gustave Lanson, professeur à la Faculté des lettres de l'Université de Paris. Directeur de l'Ecole normale supérieure. Hachette u. a., Paris u. a. 1922 (Réimpression. Slatkine, Genf 1972)
- René Wellek. Geschichte der Literaturkritik. 1750–1950. Band 3: Das späte 19. Jahrhundert. Walther de Gruyter, Berlin u. a. 1977, ISBN 3-11-005916-9, S. 67–74 (Komparatistische Studien 6).